# Puccinia amphigena
Puccinia amphigena ist eine Ständerpilzart aus der Ordnung der Rostpilze (Pucciniales). Der Pilz ist ein Endoparasit von Stechwinden sowie des Süßgrases Calamovilfa longifolia. Symptome des Befalls durch die Art sind Rostflecken und Pusteln auf den Blattoberflächen der Wirtspflanzen. Sie kommt in weiten Teilen Nordamerikas vor.

## Merkmale

### Makroskopische Merkmale
Puccinia amphigena ist mit bloßem Auge nur anhand der auf der Oberfläche des Wirtes hervortretenden Sporenlager zu erkennen. Sie wachsen in Nestern, die als gelbliche bis braune Flecken und Pusteln auf den Blattoberflächen erscheinen.

### Mikroskopische Merkmale
Das Myzel von Puccinia amphigena wächst wie bei allen Puccinia-Arten interzellulär und bildet Saugfäden, die in das Speichergewebe des Wirtes wachsen. Die Aecien der Art besitzen 18–22 × 16–19 µm große, farblose Aeciosporen mit runzliger Oberfläche. Die zimtbraunen Uredien des Pilzes wachsen beidseitig auf den Wirtsblättern. Ihre ebenfalls zimtbraunen Uredosporen sind 23–29 × 19–23 µm groß, meist breitellipsoid und fein stachelwarzig. Die beidseitig wachsenden Telien der Art sind schwarzbraun, früh offenliegend und kompakt. Die haselnussbraunen Teliosporen sind zweizellig, in der Regel keulen- bis lang keulenförmig und 40–54 × 18–23 µm groß. Ihre Stiele sind golden und bis zu 80 µm lang.

## Verbreitung
Das bekannte Verbreitungsgebiet von Puccinia amphigena reicht vom südlichen Kanada bis in die zentralen USA.

## Ökologie
Die Wirtspflanzen von Puccinia amphigena sind für den Haplonten Stechwinden (Smilax spp.) sowie Calamovilfa longifolia für den Dikaryonten. Der Pilz ernährt sich von den im Speichergewebe der Pflanzen vorhandenen Nährstoffen, seine Sporenlager brechen später durch die Blattoberfläche und setzen Sporen frei. Die Art verfügt über einen Entwicklungszyklus mit Telien, Uredien, Aecien und Spermogonien und macht einen Wirtswechsel durch.